# Spiroctenus minor
Spiroctenus minor är en spindelart som först beskrevs av Hewitt 1913.  Spiroctenus minor ingår i släktet Spiroctenus och familjen Nemesiidae. Inga underarter finns listade i Catalogue of Life.